# Pteromalus acutiventris
Pteromalus acutiventris is een vliesvleugelig insect uit de familie Pteromalidae. De wetenschappelijke naam is voor het eerst geldig gepubliceerd in 1951 door Peck.